# بيل أوستين
بيل أوستين (بالإنجليزية: Bill Austin) هو لاعب كرة قدم أمريكية أمريكي، ولد في 18 أكتوبر 1928 في سان بدروس ‏ في الولايات المتحدة، وتوفي في 22 مايو 2013 في لاس فيغاس في الولايات المتحدة.

## وصلات خارجية
- بيل أوستين على موقع مرجع كرة القدم المحترفة.كوم (الإنجليزية)